# Киргизы в Турции
Киргизы в Турции — один из тюркских народов, населяющих территорию современной Турецкой республики. Общая численность — свыше 5 000 человек. Киргизская диаспора в Турции появилась в результате двух волн эмиграции этнических киргизов из Афганистана. Первая группа, состоящая из нескольких десятков человек, прибыла в Турцию в 1953 году. Большая же часть киргизов в количестве 1 138 человек прибыла в Турцию в 1982 году после ряда политических испытаний и экономических трудностей. Переселение этой группы получило широкую общественно-политическую огласку во всём мире в 1978—1982 гг.

## Ход переселения
В 1978 году после того, как при поддержке СССР была провозглашена Демократическая Республика Афганистан, афганские киргизы во главе с Рахмангул-ханом в количестве 1 350 человек (290 семей) решили уйти в Пакистан. Не складывая своих юрт, чтобы не вызывать подозрения у советских пограничников, большая часть афганских киргизов Малого Памира покинула родные места. В родных местах остались лишь около 10 семей. В августе 1978 года группа прибыла в Пакистан, где к тому времени в окрестностях города Гилгит уже существовала небольшая киргизская диаспора. Положение новоприбывших киргизов было крайне тяжёлым: они вынуждены были продавать свой скот; около 100 человек погибли в первый же год от трудностей перехода, голода и болезней. Бежавшие киргизы обратились к властям США с просьбой о получении политического убежища на территории штата Аляска, климат которого, по мнению киргизов, был сравним с памирским. Но власти США медлили с ответом, и долгие переговоры не увенчались успехом.
В это время Шахрани посоветовал киргизам быть более реалистичными и обратиться с подобной просьбой также и к новым властям Турции, где в 1980 году в результате военного переворота установилась правоцентристская диктатура, решили использовать киргизов в своих целях. Устав от голода и болезней, часть кыргызов в количестве примерно 50 семей (или около 150 человек) под предводительством Абдурашид-хана отказалась переезжать в Турцию и решила вернуться в Афганистан. Сомнения в правильности выбора страны своего проживания появились и у других киргизов-беженцев, однако ввод советских войск в Афганистан убедил их остаться в Пакистане и продолжать работу над своим планом переселения в Турцию. В марте 1982 года после долгих административных проволочек самолёты ООН доставили афганских киргизов в Турцию. Турецкие власти поселили беженцев-киргизов в экономически отсталых регионах на востоке стран, в самом сердце турецкого Курдистана, где киргизы были призваны увеличить тюркоязычное присутствие. По состоянию на начало 2000-х, 197 семей киргизов живут в деревне Карагюндюз вилайета Ван; 298 семей - в деревне Улупамир в иле Эрджиш того же вилайета.

## Жизнь беженцев второй волны в Турции
Турецкие киргизы второй волны в целом хорошо сохраняют родной язык и обычаи. Их численность растёт за счёт высокой рождаемости и низкой смертности, доля молодёжи достигает 80 %. Однако, они продолжают испытывать трудности социального и этнического характера. Так, несмотря на то что молодёжь посещает школу, в крае высока безработица. Кроме того, будучи со всех сторон окружены курдскими поселениями, местные киргизы стали объектом нападок со стороны Курдской рабочей партии или ППК, которые видят в них основное орудие тюркизации Курдистана. В результате в 2003 году 17 семей (101 человек) обратились к президенту Кыргызстана с просьбой о предоставлении политического убежища, которое пока не было удовлетворено из-за тяжёлой экономической ситуации в самом Кыргызстане. В 2006 году места расселения турецких киргизов стали самым опасным очагом распространения вируса птичьего гриппа H5N1. В 2007 году 12 киргизов из Турции самолично переселились на территорию Ошской области Кыргызстана.

## Военизированные формирования
В Турции у киргизов есть законные вооруженные формирования. Всего в Турции насчитывается примерно 75 000 человек в различных милиционных формированиях (40-45 тысяч человек на содержании и 25 тысяч добровольцев), которые состоят из представителей различных национальностей. Как правило функции милиционных отрядов состоят в охране своих населенных пунктов. Милиция находится в структуре министерства внутренних дел Турции. На административном уровне ими руководит губернатор провинции, где они проживают. При проведении войсковых и армейских операций руководство этими отрядами осуществляет Жандармерия (Jandarma) и министерство обороны.

## Другие регионы
Помимо турецкого Курдистана, киргизы проживают и в других регионах страны: в деревнях Акынкёй и Шерефликочхисар вилайета Анкара живёт 12 семей; в иле Джиханбейли вилайета Конья — 4 семьи; также около 1300 киргизов проживают в населенных пунктах вилайетов Малатья и Адана.

## Дополнительные факты
В турецком городе Изник (в прошлом Никея) имеется архитектурно-исторический памятник мавзолей «Киргизлар турбеси». Он был воздвигнут Орханом I в память киргизских воинов, погибших при взятии византийского города Никея в 1331 году. Наличие данного памятника, свидетельствует о пребывании киргизов в Малой Азии (Турции) в более ранний период.
Боб Дилан в автобиографии писал, что девичья фамилия бабушки по отцовской линии была Киргиз (англ. Kirghiz), а её семья происходила из города Кагызмана, провинции Карс в северо-восточной Турции.